# Уистлер, Джон
Джон Уистлер (англ. John Whistler; 1756—1829) — американский военнослужащий.

## Биография
Родился около 1756 года в Ольстере, Ирландия.
В подростковом возрасте сбежал из дома и поступил на службу в британскую армию. При британском генерале Джоне Бергойне участвовал в войне за независимость США. После битвы при Саратоге вернулся в Англию и уволился с военной службы. Познакомившись с девушкой Анной — дочерью сэра Эдварда Бишопа (Edward Bishop), друга его отца, сбежал эмигрировал с ней в Соединённые Штаты, обосновались в Хейгерстауне, штат Мэриленд.
Вскоре по прибытии в США, Джон вступил в армию Соединённых Штатов и был отправлен служить на западную границу. Участвовал в кампании Хармара в 1790 году, был тяжело ранен при разгроме Сент-Клэра в 1791 году. Дослужился до звания лейтенанта в Легионе Соединённых Штатов, участвовал в сооружении американского форта — Форт-Уэйн. Последовательно командовал фортами St. Mary’s, Fort Wayne и Fort Dearborn.
1 июля 1797 года Джон Уистлер был произведен в капитаны и переведен в Форт Лерноулт в Детройте, штат Мичиган. Летом 1803 года был отправлен со своей ротой 1-го пехотного полка на озеро Мичиган, где до конца года завершил строительство Fort Dearborn на месте будущего города Чикаго. Стал первым комендантом этого форта.
В 1810 году капитан Джон Уистлер был отозван в Детройт. Во время Англо-американской войны он был назначен майором и служил до конца войны в 1815 году. После войны он был назначен военным кладовщиком в Ньюпорт, штат Кентукки. В 1816 году его отправили в Форт-Уэйн, и Уистлер продолжил его строительство. В 1817 году переехал в Сент-Чарльз, штат Миссури, где снова стал военным кладовщиком в казармах Джефферсона, расположенных близ Сент-Луиса. Эту должность Джон Уистлер занимал до своей смерти в форте Бель Фонтен 3 сентября 1829 года.
В честь Джона Уистлера названа начальная школа в Чикаго, штат Иллинойс.

### Семья
Джон Уистлер был женат на Анне Уистлер (Anna Whistler), у них в семье было пятнадцать детей. Трое из их сыновей — Джон, Уильям и Джордж, как и отец, стали военными.
Двое внуков Джона Уистлера, ставшие бригадным генералом и полковником, были участниками Гражданской войны в США. Другой внук — Джеймс Уистлер, также окончил Вест-Пойнт и стал известным художником.